# Volkmar Laube

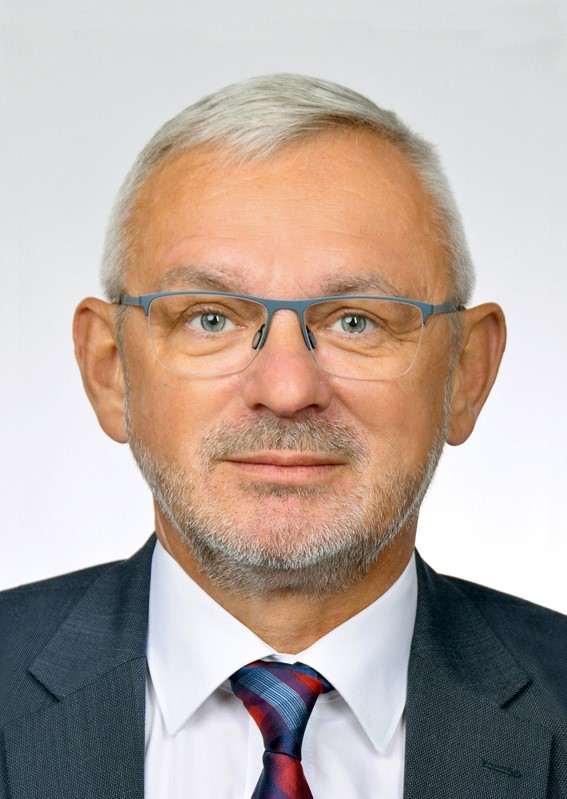
Volkmar Laube

Volkmar Laube (* 31. Januar 1960 in Magdeburg) ist freier Journalist und Buchautor. Er wurde mit diversen Veröffentlichungen zu Sportthemen bekannt.

## Ausbildung und Beruf
Nach dem Besuch der Polytechnischen Oberschule in Magdeburg von 1966 bis 1976 absolvierte er eine Ausbildung zum Fahrzeugschlosser für Schienentriebfahrzeuge bei der Deutschen Reichsbahn. Nach der Lehre schloss sich ab 1978 ein dreijähriger Militärdienst bei der Nationalen Volksarmee an. Anschließend arbeitete er in Magdeburg bis 1990 in der FDJ, die er 1989/1990 an dem in der Region bestehenden Runden Tisch vertrat. Parallel zur Berufstätigkeit nahm er ein Fernstudium in der Fachrichtung Staatswissenschaft an der Fachschule Staat und Recht „Edwin Hoernle“ Weimar auf. 1990 machte er sich als Journalist selbständig und führte das Studium nicht fort. Er gründete das Unternehmen MDsport.
Ab 2000 verfasste Laube diverse Bücher zu Themen rund um den Sport. Seit 2003 ist er Herausgeber und Chefredakteur der Zeitschrift Fußball-Magazin Sachsen-Anhalt.
2016 gründete er die MDsport-Akademie, die unter anderem Fairplay-Turniere und Fußballferiencamps durchführt. Zur sportlichen Leitung gehört auch der Olympiasieger und Europacupsieger im Fußball Martin Hoffmann.

## Sport als Aktiver / Ehrenämter
Laube betrieb von 1965 bis 1978 Judo als Leistungssport bei der SG Dynamo Magdeburg. Er erreichte den 1. Kyū (brauner Gürtel) und wurde 1978 Sechster bei der DDR-Meisterschaft. Darüber hinaus war er Bezirksmeister des Bezirks Magdeburg in allen Altersklassen und wurde 1975 Vize-SV-DDR-Meister.
Von 1998 bis 2000 war Volkmar Laube im Vorstand der Wirtschaftsjunioren der Industrie- und Handelskammer Magdeburg und war 2000 deren Vorsitzender. Beim Magdeburger SV Börde 1949 war er von 2004 bis 2007 Vorstandsmitglied und Abteilungsleiter Fußball. Volkmar Laube ist Mitglied im Deutschen Journalisten-Verband Sachsen-Anhalts.
Von April 2011 bis Mai 2016 fungierte er als Pressesprecher des Fußballverbandes Sachsen-Anhalt. Im Landessportbund Sachsen-Anhalt ist er seit 2012 im Rahmen des Projektes Menschlichkeit und Toleranz im Sport als Demokratietrainer und Konfliktmanager in der Vereinsberatung und Bildungsarbeit aktiv.

## Familie
Laube ist verheiratet und hat einen Sohn (* 1992). Seit 1992 lebt die Familie in Barleben bei Magdeburg.

## Schriften
- 1. FC Magdeburg – Mein Club. (als Co-Autor), 2000, ISBN 3-930794-02-0.
- Tore · Triumphe · Titel – Handball-Hochburg Magdeburg. 2001, ISBN 3-930794-03-9.
- Blau-Weiße Legenden – Fußball-Nationalspieler des 1. FC Magdeburg 1961 – 1990. 2002, ISBN 3-9808508-0-3.
- Der Meistermacher – Heinz Krügel, Erinnerungen • Episoden • Erfolge. 2003, ISBN 3-9808508-1-1.
- Magdeburger Triumph im „Kuip“ – Momentaufnahmen vom Finale im Europapokal der Pokalsieger 1974. 2004.
- Fußball im Nordosten – Tradition · Gegenwart · Zukunft. 2005, ISBN 3-9808508-3-8.
- 40 Jahre 1. FC Magdeburg – Blau-Weißes Lexikon. 2005, ISBN 3-9808508-5-4.
- Joachim Streich – Ein Stürmer der Extraklasse. 2006, ISBN 3-9808508-6-2.
- 100 Jahre Magdeburger Renn-Verein – Geschichte und Geschichten. 2006, ISBN 3-9808508-7-0.
- Die neue Arena Magdeburg – Eine Vision wird Wirklichkeit. 2006, ISBN 3-930794-04-7.
- Tore-Tränen-Träume – 1. FC Magdeburg Regionalliga-Report 2006/2007. 2007, ISBN 978-3-930794-05-8.
- Vom Bosporus bis nach Bordeaux – Blau-Weiße EC-Geschichte. 2008, ISBN 978-3-930794-06-5.
- Sportstadt Magdeburg. 2009, ISBN 978-3-930794-07-2.
- AUSgepackt – BLAUe-WEIS[S]heiten. 2010, ISBN 978-3-930794-08-9.
- Sportland Sachsen-Anhalt – Tradition · Gegenwart · Zukunft, 2012, ISBN 978-3-930794-09-6
- Generation Blau-Weiß. 2015, ISBN 978-3-930794-10-2.
- Boulevard Blau-Weiß. 2016, ISBN 978-3-930794-11-9.
- Frauen- und Mädchenfußball in Magdeburg – 20 Jahre Magdeburger FFC. 2018  (ist ohne ISBN erschienen und nur über den Verein erhältlich)
- 100 Jahre SV Kelbra/Kyffhäuser 1920. 2020 (ist ohne ISBN erschienen und nur über den Verein erhältlich)
- Trainerlegende Heinz Krügel – Titel und Triumphe. 2020, ISBN 978-3-930794-12-6.
- Sensation Blau-Weiss – Triumph im Kuip. 2023, ISBN 978-3-930794-13-3.

Darüber hinaus als Chefredakteur und Herausgeber:
- Fußball-Magazin Sachsen-Anhalt, seit 2003, ISSN 1612-2992.

## Ausstellungen
- Die neue Arena Magdeburg – Eine Vision wird Wirklichkeit, Oktober bis Dezember 2006, Otto-von-Guericke Universität Magdeburg